# Don Bexley
Don Bexley (Jamestown, 10 marzo 1910 – Hampton, 15 aprile 1997) è stato un attore statunitense.
È noto al grande pubblico soprattutto per aver impersonato, nell'arco degli anni 70, Bubba Bexley, il vecchio vicino di casa dei due protagonisti di Sanford and Son.

## Biografia
Bexley iniziò la carriera cinematografica in tarda età, recitando insieme a Redd Foxx nel film Pupe calde e mafia nera (1970), diretto da Ossie Davis.
Nel 1972 partecipò al film Ma papà ti manda sola? di Peter Bogdanovich, poco prima di passare al ruolo che lo renderà famoso, quello del vecchio Bubba in Sanford and Son. Apparirà in ben 43 dei 135 episodi. Il suo personaggio, un vecchio single leggermente bisbetico, è uno dei comprimari principali dei due Sanford, accompagnando spesso Fred nelle sue trovate cervellotiche.
Dopo questa esperienza (terminata con l'ultimo episodio nel marzo 1977), Bexley venne ingaggiato per un immediato spin-off della serie, dal titolo Sanford Arms, proposto dalla NBC in 8 puntate. In questa sitcom Bubba non è più al fianco dei suoi due amici, ma è un dipendente dell'albergo ricavato dalla loro casa dopo il loro trasferimento. La serie però fu interrotta dopo solo cinque puntate a causa dei bassi ascolti.
Nel 1980 fu nel cast di E io mi gioco la bambina, sempre in un ruolo secondario. La sua ultima apparizione sul grande schermo risale al 1988, nel film Il segreto della piramide d'oro, dove interpretò il vecchio Lou. Morì nella primavera del 1997 a causa di problemi cardiaci e renali.

## Filmografia

### Cinema
- Pupe calde e mafia nera (Cotton Comes to Harlem), regia di Ossie Davis (1970)
- Ma papà ti manda sola? (What's Up, Doc?), regia di Peter Bogdanovich (1972)
- Sparkle, regia di Sam O'Steen (1976)
- E io mi gioco la bambina (Little Miss Marker), regia di Walter Bernstein (1980)
- Il segreto della piramide d'oro (Vibes), regia di Ken Kwapis (1988)

### Televisione
- Tenafly - serie TV, episodio 1x01 (1973)
- Grady - serie TV, episodi 1x03-1x04 (1975)
- Sanford and Son - serie TV, 43 episodi (1972-1977)

- Sanford Arms - serie TV, 8 episodi (1977)
- Beane's of Boston, regia di Jerry Paris - film TV (1979)
- Laverne & Shirley - serie TV, episodio 5x07 (1979)
- Uptown Saturday Night, regia di Bill Davis - film TV (1979)
- L'asso dei detective (Ace Crawford, Private Eye) - serie TV, episodio 1x01 (1983)
- Cin cin (Cheers) - serie TV, episodio 2x19 (1984)
- Hill Street giorno e notte (Hill Street Blues) - serie TV, episodio 5x03 (1984)
- Handsome Harry's, regia di Bill Foster - film TV (1985)
- T.J. Hooker - serie TV, episodio 5x02 (1985)
- Hunter - serie TV, 7 episodi (1986-1991)
- The Royal Family - serie TV, episodio 1x08 (1991)
- Una famiglia tutto pepe (True Colors)  - serie TV, episodi 1x12-2x10 (1990-1991)